# Patric Chiha
Patric Chiha (nacido el 3 de marzo de 1975) es un director de cine, guionista y montador de cine austriaco de origen húngaro y libanés. Después de dirigir varios cortometrajes y documentales, su primer largometraje, Domain (2009), se estrenó en el Festival de Cine de Venecia de 2009.  En 2014 dirigió su segundo largometraje, Boys Like Us . Sus documentales Brothers of the Night (2016) y If It Were Love (2020) fueron seleccionados para el Festival de Cine de Berlín. Su tercer largometraje, La bestia en la jungla, se estrenará en 2023.

## Primeros años
Chiha nació en Viena, Austria, el 3 de marzo de 1975.   Es de origen húngaro y libanés,  y vive en Francia desde los 18 años. Chiha estudió diseño de moda en ESAA Duperré en París y montaje cinematográfico en INSAS en Bruselas. 

## Carrera
Después de dirigir varios cortometrajes y documentales, su primer largometraje, Domain (2009), se estrenó en el Festival de Cine de Venecia de 2009. En 2014 dirigió su segundo largometraje, Boys Like Us. Sus documentales Brothers of the Night (2016) y If It Were Love (2020) fueron seleccionados para el Festival de Cine de Berlín.
Su tercer largometraje, The Beast in the Jungle, se estrenará en el Festival de Cine de Berlín de 2023.

## Filmografía
| Año  | Título                           | Director                                                            | Escritor | Editor | notas |
| ---- | -------------------------------- | ------------------------------------------------------------------- | -------- | ------ | ----- |
| 2000 | Une cicatrice derrière la tête   | Cortometraje                                                        | No       | No     | Sí    |
| 2003 | Bologna centrale                 | Documental; también director de fotografía y asistente de dirección | No       | No     | Sí    |
| 2004 | La visite                        |                                                                     | No       | No     | Sí    |
| 2004 | La route des hêtres              | Documental                                                          | No       | No     | Sí    |
| 2004 | Casa Ugalde                      | Cortometraje                                                        | Sí       | Sí     | Sí    |
| 2005 | Les messieurs                    | Documental                                                          | Sí       | No     | Sí    |
| 2006 | Home                             | mediometraje                                                        | Sí       | Sí     | No    |
| 2008 | Where Is the Head of the Prison? | Cortometraje                                                        | Sí       | Sí     | No    |
| 2009 | Domain                           |                                                                     | Sí       | Sí     | No    |
| 2014 | Boys Like Us                     |                                                                     | Sí       | Sí     | No    |
| 2016 | Brothers of the Night            | Documental                                                          | Sí       | Sí     | Sí    |
| 2020 | Si esto fuera amor               | Documental                                                          | Sí       | No     | No    |
| 2022 | Exalted Mars                     | Cortometraje                                                        | No       | No     | Sí    |
| 2023 | The Beast in the Jungle          | Postproducción                                                      | Sí       | Sí     | No    |